# Sharon Corr
Sharon Corr, właśc. Sharon Helga Corr Bonnar (ur. 24 marca 1970 w Dundalk) – irlandzka chórzystka i skrzypaczka w rodzinnym zespole The Corrs, który tworzą oprócz niej jej dwie młodsze siostry: Caroline i Andrea oraz starszy brat Jim. Matką jest Jean (zm. 1999), a ojcem Gerrard Corr. 
Urodzona w rodzinie muzyków, gry na skrzypcach zaczęła się uczyć w wieku 6 lat. Początkowo skrzypaczką miała zostać Caroline, ale nie była tym zainteresowana, a poza tym obawiała się swojego nauczyciela, więc obowiązek nauki przeszedł na Sharon. Gry uczył ją ksiądz McNally. Wtedy też wstąpiła do Redeemer South Orchestra i grała w niej kolejnych 7 lat, opuszczając tylko dwie lekcje gry.
Oprócz tego zagrała dwie małe role w filmach: The Commitments i Beverly Hills, 90210.
7 lipca 2001 poślubiła wieloletniego narzeczonego Gavina Bonnara, którego poznała podczas kręcenia debiutanckiego singla zespołu the Corrs, "Runaway".
Ich pierwsze dziecko, Cathal Robert Gerard Bonnar, urodziło się 31 marca 2006, a drugie, Flori Jean Elizabeth Bonnar, 18 lipca 2007 r.
Sharon jest autorką słów do takich utworów grupy The Corrs jak Long Night, Goodbye, So Young, Runaway, Radio.
Jedyne piosenki, w których nie występuje wokal Andrei to utwór "No Frontiers", zaśpiewany przez Sharon i Caroline, a także "Dimming of The Day" oraz specjalna wersja "Goodbye".
W 2010 roku ukazał się jej debiutancki solowy album "Dream of You".